# Uhren- und Heimatmuseum Vöcklamarkt
Das Uhrmacher Handwerk Museum Vöcklamarkt ist ein Uhren- sowie Heimatmuseum des Museumsvereins Vöcklamarkt-Pfaffing-Fornach in Vöcklamarkt in Oberösterreich. Gezeigt werden neben dem Uhrmacherhandwerk auch diverse Fundstücke aus der Römerzeit, ein Kaufmannsladen mit einem 150 Jahre alten Schrank, diverse Stilmöbel um 1875, sowie ein Raum mit Informationen und Schaustücken zur Regionalgeschichte.

## Vorgeschichte
2003 wurde der Museumsverein Vöcklamarkt-Pfaffing-Fornach gegründet. Im Jahr 2008 stand mit dem inzwischen denkmalgeschützten Moser-Haus erstmals ein Museumsraum für Ausstellungen zur Verfügung. Von 2011 bis 2015 organisierte der Verein Grabungen zur Freilegung der Fundamente einer Villa rustica in der Nähe des Haushamerfeldes, die unter der Leitung von Dr. Verena Gassner und Mag. René Ployer durchgeführt wurden. 2015 erfolgte der Umzug an den jetzigen Standort, das Stögerhaus.

## Räume

### Das Uhrmacher Handwerksmuseum
Im Eingangsraum wird das Uhrmacher Handwerk gezeigt. Es ist das erste Museum seiner Art in Oberösterreich. Zentral im Raum steht die alte Kirchturmuhr.

### Römer im Vöcklatal
Gezeigt werden die Funde der Ausgrabungen in der Nähe des Haushamerfels. Neben diversen Terracotta-Erzeugnissen wurden auch Münzen und andere Metallgegenstände gefunden.

### Kaufmannsladen
Für diesen Raum wurde ein ca. 150 Jahre alter Schrank angekauft. Gezeigt werden Gegenstände des täglichen Gebrauchs. Im ersten Stock findet sich zudem eine Nische zum Thema Friseurswesen.

### Stilmöbel
Hier werden Möbel aus der Kaiserzeit um 1875 einer ehemaligen Herrschaftsvilla am Mondsee gezeigt.

### Die Regionalgeschichte Vöcklamarkt Pfaffing Fornach
Hier gibt es unter anderem Schautafeln und Vitrinen zu diversen Themen
- Urkunden zu Markterhebung und Wappenverleihung
- Religiöse Gegenstände der Pfarre Vöcklamarkt mit Pfarrsitz Pfaffing
- das Bürgereinverleibsbuch ab 1631
- das Frankenburger Würfelspiel und die Linde am Haushamerfeld, sowie einem Modell des Denkmals
- Gemeinde und Pfarre Fornach
- Medizinalrat und Ehrenbürger Dr. Anton Scheiber
- Christoph von Weiß zu Würting und Niederwallsee
- die Geschichte des Geldes mit Währungen von 1948 bis 2001
- die Lokalbahn Vöcklamarkt–Attersee 1913
- Rotraut Hinderks-Kutscher, Autorin von Kinder- und Jugendbüchern
- Regierungsrat Franz Neudorfer
- die Goldhaubengruppe Vöcklamarkt-Pfaffing
- die Siebenbürger in den Gemeinden
- Männergesangsverein

## Galerie

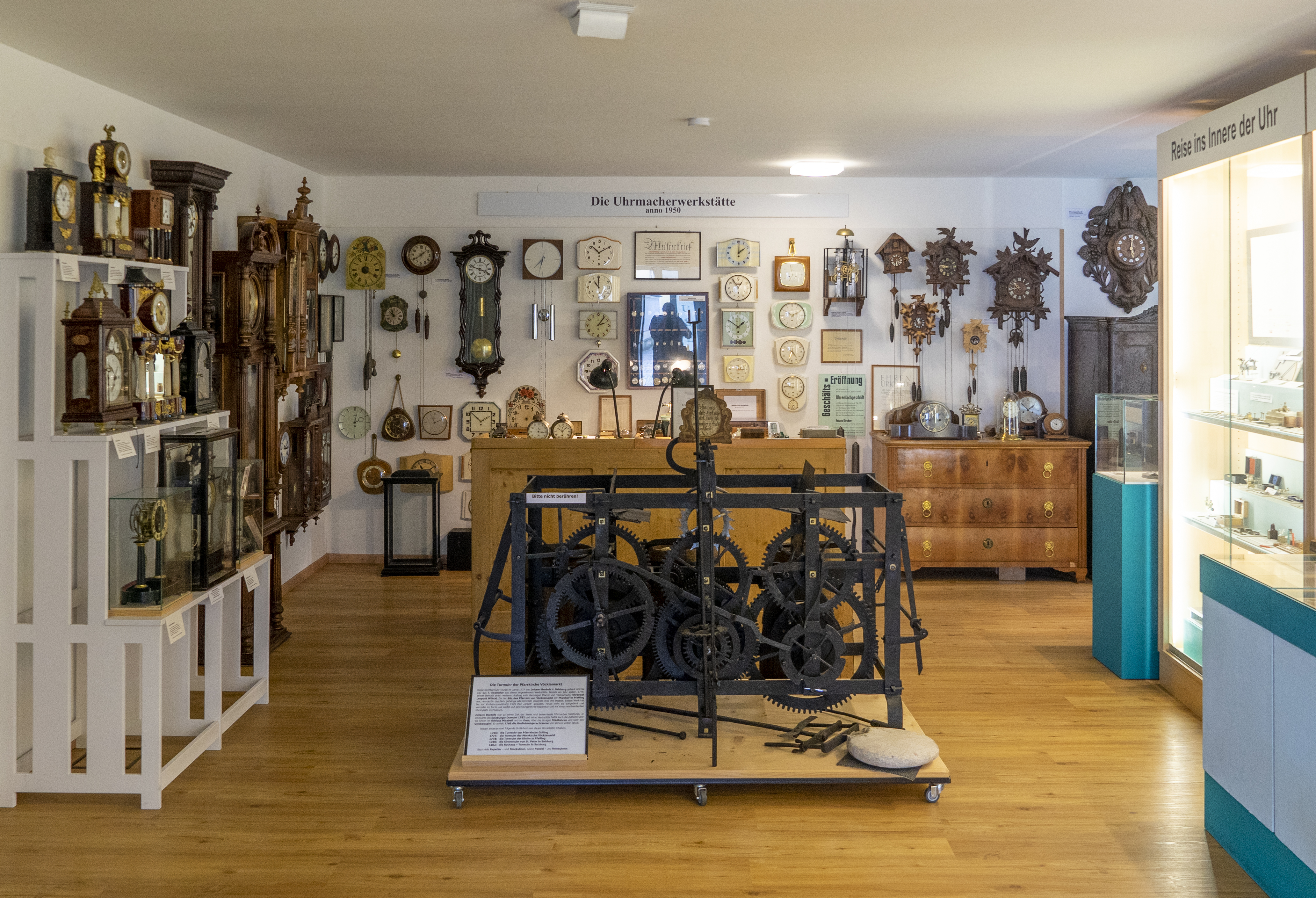
Uhrenmuseum mit der alten Kirchturmuhr
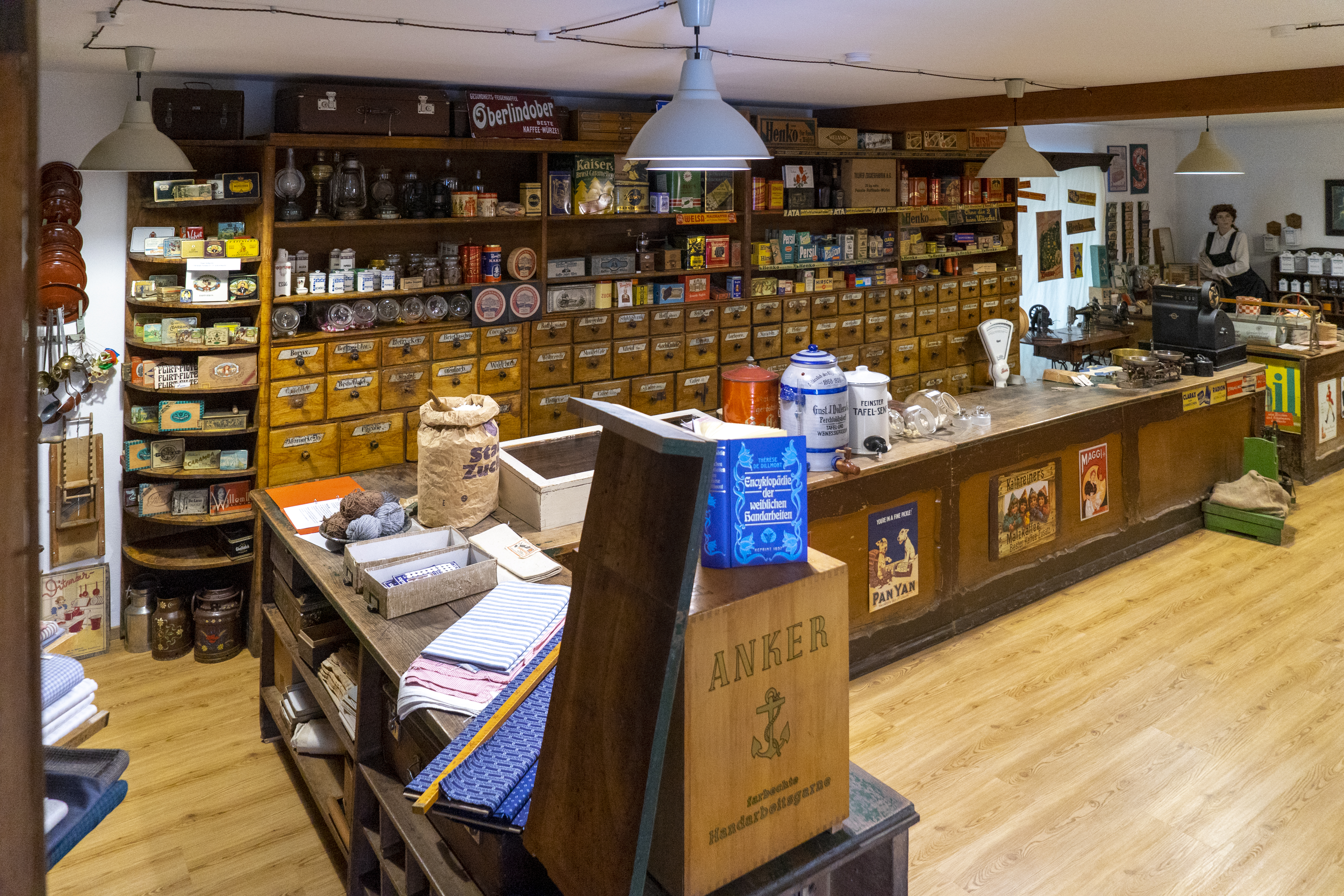
Kaufmannsladen von 1870
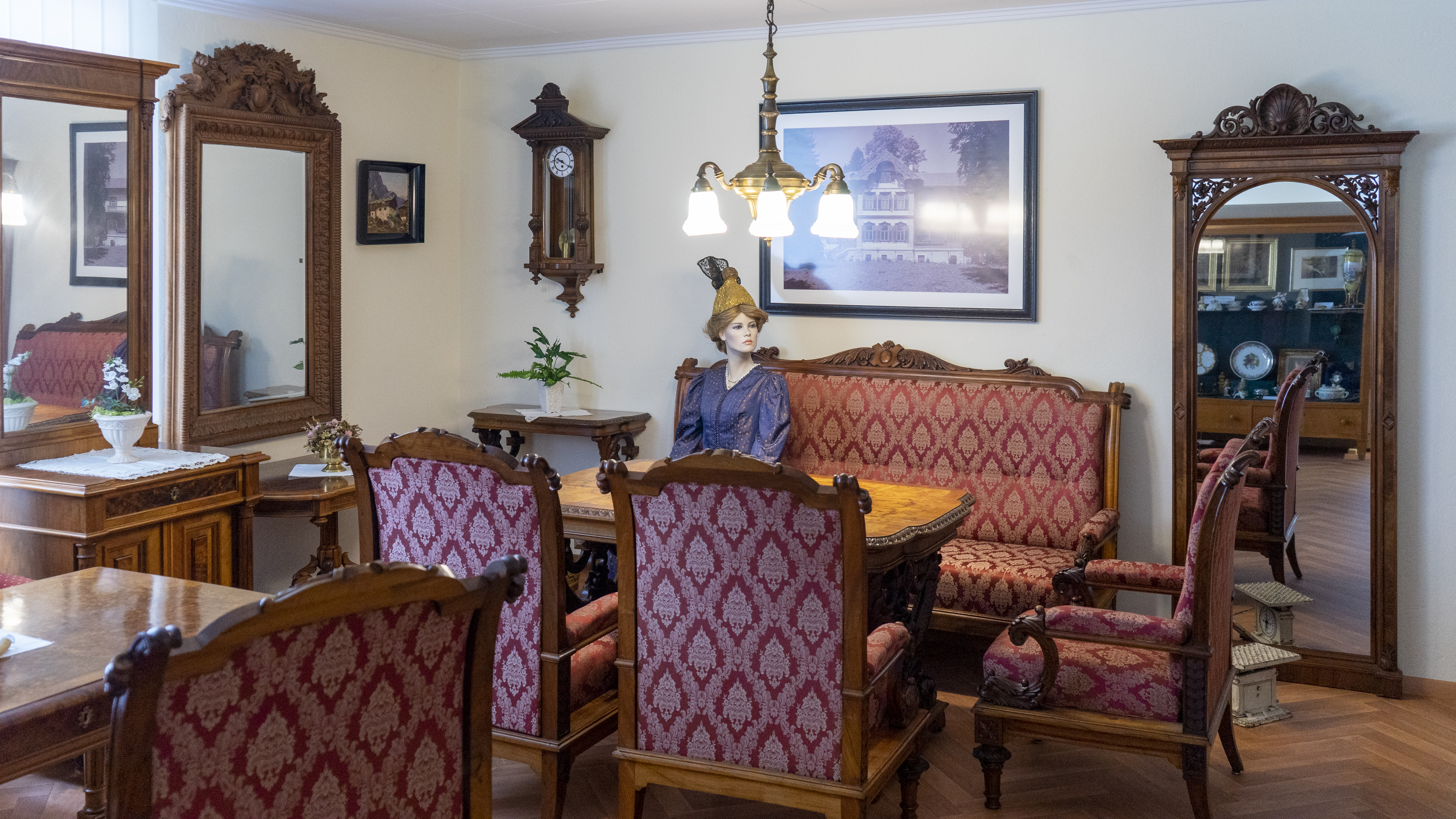
Möbel von 1875
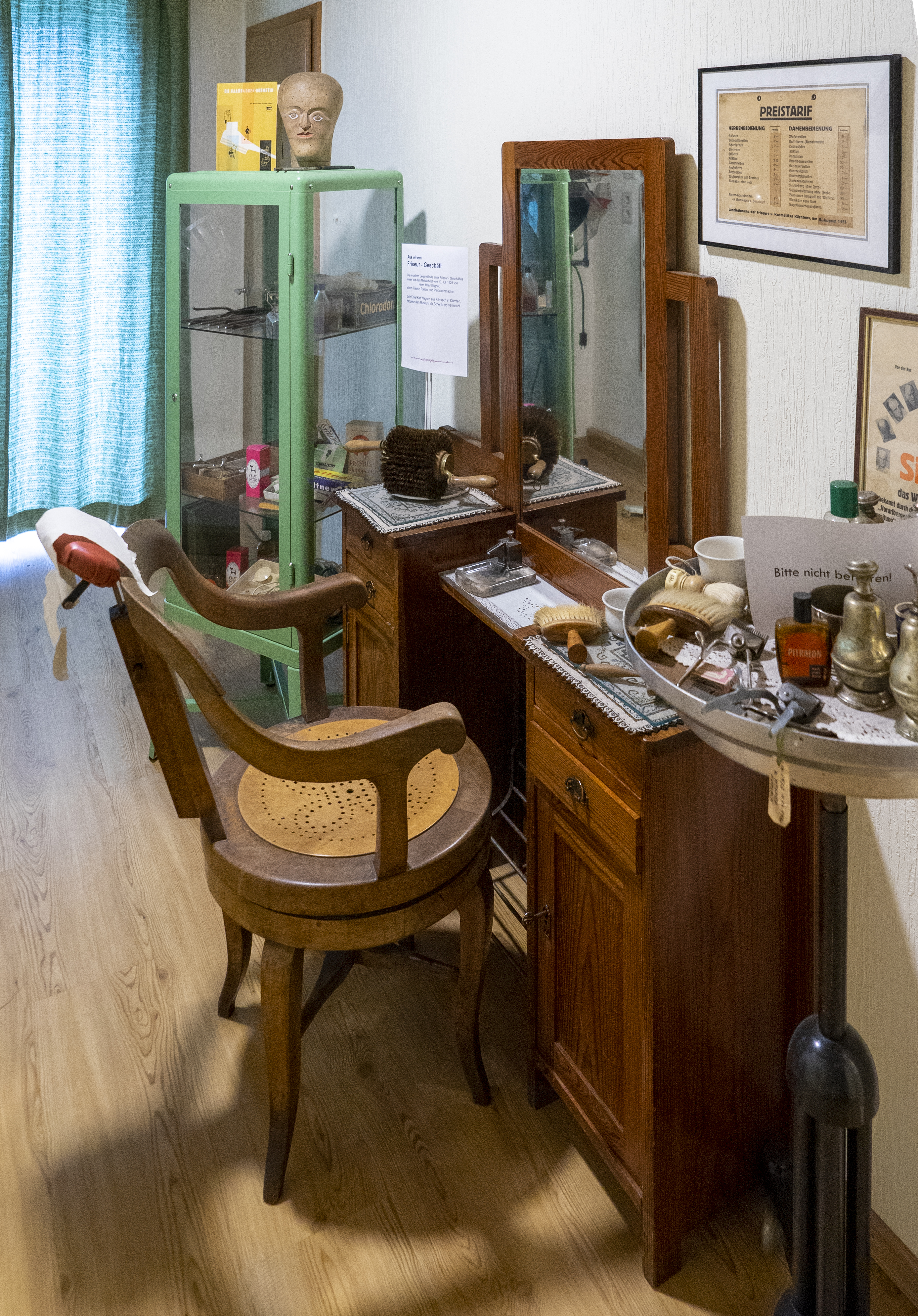
Friseurgeschäft etwa 1925
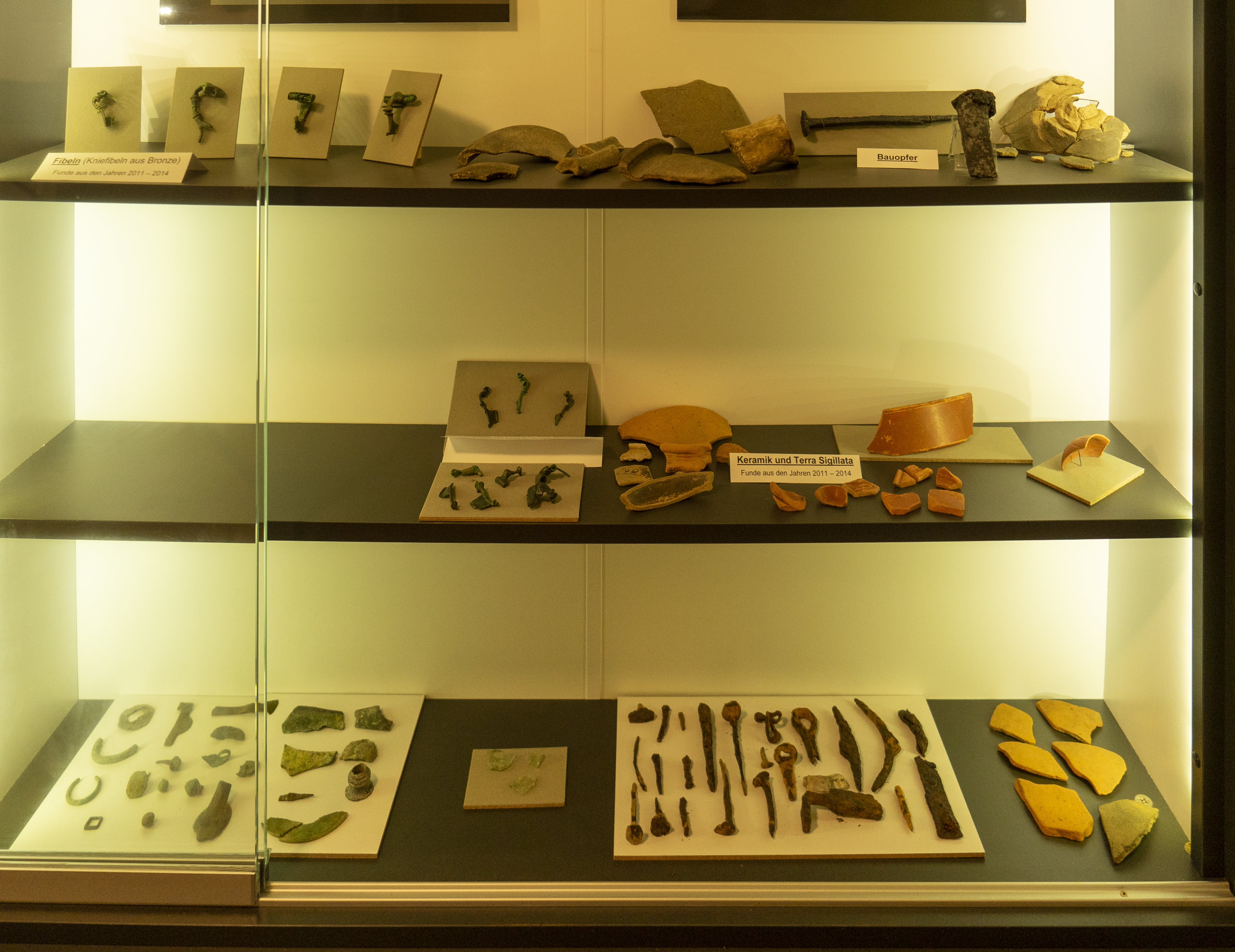
Funde der Grabung beim Haushamerfeld